# Jesse Walter Fewkes

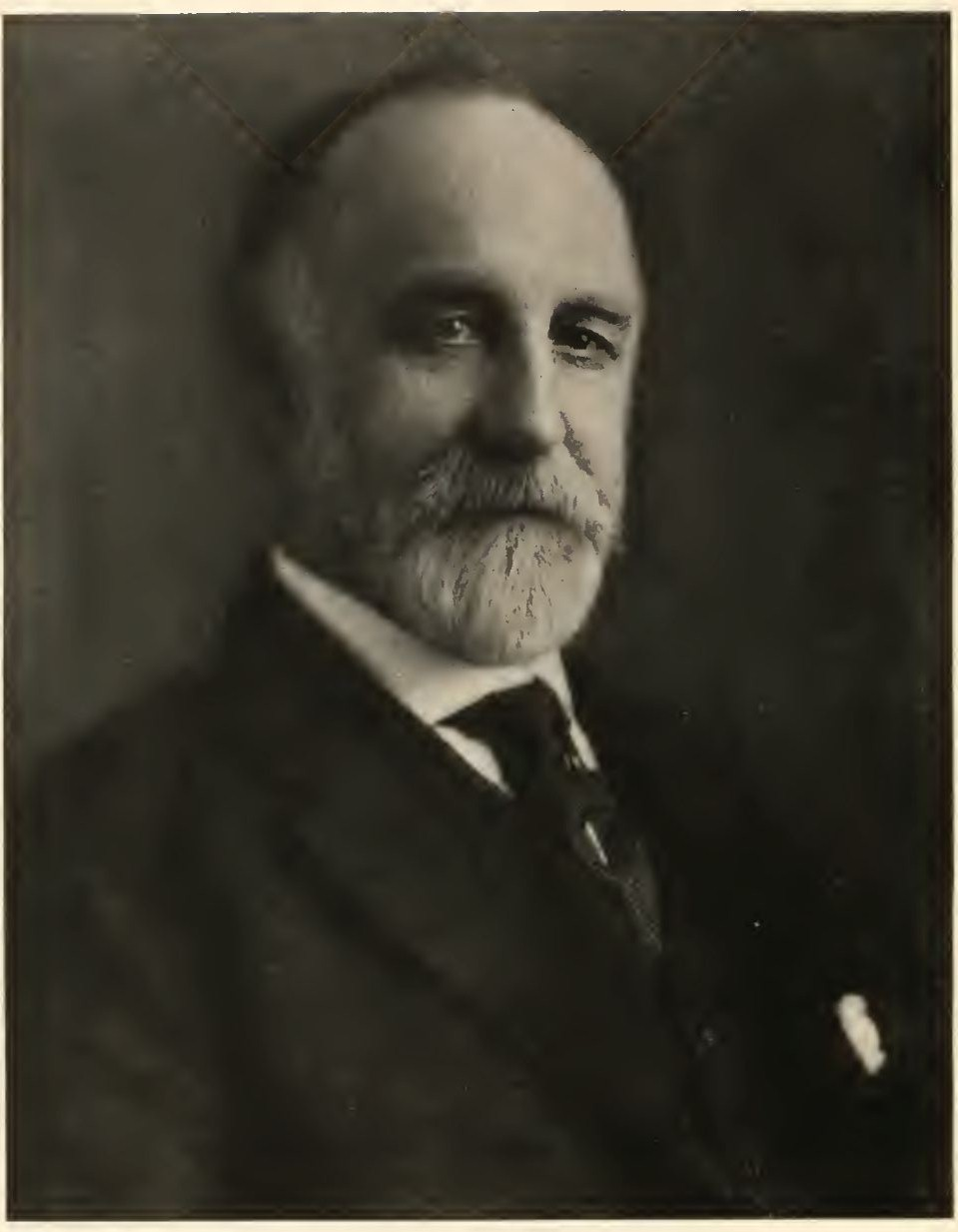
Jesse Walter Fewkes (ca. 1919)

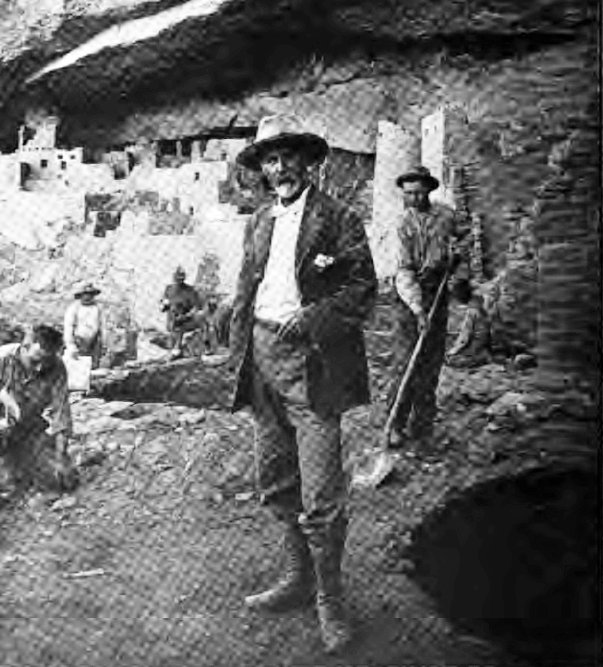
J. Walter Fewkes in den Felsbehausungen in Mesa Verde (ca. 1910)

Jesse Walter Fewkes (* 14. November 1850 in Newton, Massachusetts; † 31. Mai 1930) war ein US-amerikanischer Naturgeschichtler, Zoologe, Ethnologe und Archäologe.

## Biografie
Fewkes wurde in Newton, Massachusetts als Sohn von Susan Emeline Fewkes und Jesse Fewkes geboren. Nach seiner Schulausbildung studierte er Naturgeschichte und Zoologie an der Harvard University und machte dort 1875 seinen naturgeschichtlichen Abschluss sowie 1887 seinen zoologischen Abschluss. Danach studierte er von 1878 bis 1880 Zoologie an der Universität Leipzig bei Rudolph Leuckart.
Von 1880 bis 1889 arbeitete Fewkes als Zoologe für das Museum of Comparative Zoology in Harvard. Aus diesem Zeitraum stammen aus seiner Feder insgesamt 69 Veröffentlichungen mit meereszoologischen Themenstellungen.
Obwohl er als Zoologe und Naturgeschichtler anerkannt und erfolgreich tätig war, wandte er sich ab Ende der 1880er Jahre ethnologischen und archäologischen Studien über die Indianerstämme des Südwestens der Vereinigten Staaten zu, was zu seiner zweiten Profession und Leidenschaft wurde. Im Jahr 1889, nach dem Ausscheiden des Ethnologen Frank Hamilton Cushing aus dem Amt, wurde Fewkes Leiter der Hemenway Southwestern Archaeological Expedition, benannt nach ihrer Förderin Mary Hemenway. Während dieses Projekts dokumentierte Fewkes den Lebensstil, die Musik, die Religion und die Rituale der Zuni- und Hopi-Indianer.
Fewkes war der erste, der einen Phonographen benutzte, um Sprache und Musik von indigenen Menschen zu Studienzwecken aufzunehmen. Er prüfte den Einsatz des Phonographen zunächst bei den Passamaquoddy-Indianern in Maine, bevor er nach Südwesten reiste, um Aufnahmen von den Zuni (1890) und Hopi (1891) zu machen. Diese Aufnahmen wurden von Benjamin Ives Gilman transkribiert und unter dem Titel „Zuni Melodies“ und „Hopi Songs“ in dem von Fewkes herausgegebenen A Journal of American Ethnology and Archaeology veröffentlicht. Zusätzlich zu den phonographischen Aufnahmen erarbeitete Fewkes wertvolle Beschreibungen der Musik und der musikalischen Praxis der beiden Indianerstämme.
Fewkes untersuchte die Ruinen einer Reihe von indianischen Kulturen im amerikanischen Südwesten und schrieb hierüber zahlreiche Artikel und Bücher, wovon seine umfangreiche Bibliografie zeugt. Er betreute die Ausgrabung der Casa Grande-Ruinen im Süden von Arizona, einer Stätte der Hohokam-Kultur, und die Ausgrabung der Mesa-Verde-Ruinen im südlichen Colorado, einer alten Stätte der Anasazi-Kultur. Er konzentrierte sich dabei besonders auf die Varianten und Stile der prähistorischen indianischen Töpferei im amerikanischen Südwesten und schrieb hierüber einige Bücher mit sorgfältig gezeichneten Illustrationen.
Beim Studium der religiösen Rituale und Festlichkeiten der Hopi-Indianer trug Fewkes Beschreibungen und Zeichnungen der Kachina zusammen. Dieser Codex Hopi, ein Manuskript aller bekannten Hopi-Katsinam, war die erste beständige Dokumentation der Zeremonien und bewahrte deren Existenz.
Fewkes erhob als einer der ersten seine Stimme für die Erhaltung der alten indianischen Stätten im amerikanischen Südwesten. Mitte der 1890er Jahre war Vandalismus in diesen Stätten weit verbreitet. In der Zeitschrift American Anthropologist vom August 1896 beschrieb Fewkes eine große indianische Felsenbehausung, „Palatki“ oder „Red House“ genannt, gelegen im „Red Rock Country“ südwestlich von Flagstaff, Arizona. In diesem Aufsatz sprach er sich für eine adäquate Schutzgesetzgebung aus:

“If this destruction of the cliff-houses of New Mexico, Colorado, and Arizona goes on at the same rate in the next fifty years that it has in the past, these unique dwellings will be practically destroyed, and unless laws are enacted, either by states or by the general government, for their protection, at the close of the twentieth century many of the most interesting monuments of the prehistoric peoples of our Southwest will be little more than mounds of debris at the bases of the cliffs. A commercial spirit is leading to careless excavations for objects to sell, and walls are ruthlessly overthrown, buildings torn down in hope of a few dollars' gain. The proper designation of the way our antiquities are treated is vandalism. Students who follow us, when these cliff-houses have all disappeared and their instructive objects scattered by greed of traders, will wonder at our indifference and designate our negligence by its proper name. It would be wise legislation to prevent this vandalism as much as possible and good science to put all excavation of ruins in trained hands.”

„Wenn die Zerstörung der Felsbehausungen von New Mexico, Colorado und Arizona in den nächsten fünfzig Jahren mit dem gleichen Tempo voranschreitet wie in der Vergangenheit, werden diese einzigartigen Wohnungen praktisch zerstört. Und auch wenn durch die Bundesstaaten oder durch die Bundesregierung Gesetze für ihren Schutz verordnet werden, werden am Ende des zwanzigsten Jahrhunderts viele der interessantesten Denkmäler der prähistorischen Völker des Südwestens wenig mehr als Trümmerhügel am Fuße der Felsen sein. Ein kommerzieller Geist führte zu sorglosen Ausgrabungen, um Objekte zu verkaufen. Mauern wurden rücksichtslos umgestürzt, in der Hoffnung auf ein paar Dollar Profit. Die richtige Bezeichnung dafür, wie wir mit unseren antiken Stätten umgehen, ist Vandalismus.
Studenten, die uns nachfolgen, werden sich über unsere Gleichgültigkeit wundern und unsere Nachlässigkeit beim Namen nennen, wenn diese Felsbehausungen alle verschwunden sind und ihre lehrreichen Objekte von der Gier der Händler verstreut wurden. Es wäre kluge Gesetzgebung, diesen Vandalismus so weit wie möglich zu verhindern, und gute Wissenschaft, alle Ausgrabungen von den Ruinen in geschulte Hände zu geben.“

Fewkes’ Forschungen über die präkolumbianischen Stätten von Puerto Rico, Haiti, Kuba, Trinidad und den Kleinen Antillen hat er 1907 in seinem Buch Aborigines of Porto Rico and Neighboring Islands veröffentlicht. 
Fewkes trat 1895 in das Bureau of American Ethnology der Smithsonian Institution ein und wurde 1918 sein Direktor. 1887 wurde er in die American Academy of Arts and Sciences sowie 1914 in die National Academy of Sciences gewählt.

## Publikationen (Auswahl)
- The Group of Tusayan Ceremonials Called Katcinas. The Smithsonian Institution, BAE Annual Report 1897.
- A Theatrical Performance at Walpi. In: Proceedings of the Washington Academy of Sciences. Bd. 2, 1900, S. 605–629.
- Hopi Katcinas Drawn by Native Artists. The Smithsonian Institution, BAE Annual Report 1903.
- „Casa Grande, Arizona.“ in Twenty-eighth annual report of the Bureau of American Ethnology, 1906-1907, 25–179. Bureau of American Ethnology. 1912. Digitalisat
- The Mimbres. Art and Archaeology. Avanyu Publishing, Albuquerque, New Mexico, wiederveröffentlicht 1993. ISBN 0-936755-10-5.
- Hopi Snake Ceremonies. Avanyu Publishing Inc. Albuquerque, New Mexico 1986.